# Bertus de Harder
Bertus de Harder (Den Haag, 14 januari 1920 – Jeumont, 8 december 1982) was een Nederlands voetballer en voetbaltrainer.

## Speler
De Harder begon met voetballen in 1933 bij Transvaal in Den Haag. Na Transvaal speelde de voetballer voor Triomph en Wilsonmeters voordat hij in 1937 bij VUC kwam. De Harder speelde vooral op de linksbuitenpositie. Hij stond bekend om zijn snelle rushes en spectaculaire bewegingen op het veld.
In drie seizoenen bij VUC wist De Harder 46 keer te scoren. Zo werd hij in het seizoen 1938-1939 topscorer van de Divisie West 2. Op 21 mei 1938 werd de voetballer voor het eerst opgeroepen voor het Nederlands elftal voor de vriendschappelijke wedstrijd tegen Schotland (1–3 verlies). Tijdens het WK van 1938 zat De Harder in de Oranje-selectie.
De Harder debuteerde voor het Nederlands elftal op zijn achttiende en speelde in totaal elf interlands. Dat hij niet tot meer interlands kwam, is te wijten aan de Tweede Wereldoorlog en zijn vertrek naar Frankrijk als een van de eerste beroepsvoetballers.
In 1949 speelde Oranje tegen Frankrijk maar De Harder was geselecteerd voor het B-elftal. Het B-elftal speelde in Bordeaux tegen het B-elftal van Frankrijk. Het spel van De Harder werd opgemerkt door de directie van Girondins de Bordeaux. De voorzitter van Bordeaux, Pujolle, bood De Harder daarop een contract aan bij de Franse club. Girondins de Bordeaux was net gepromoveerd van de Ligue 2 naar de Ligue 1 en kon de spelerskwaliteiten van de Hagenees gebruiken op het hoogste niveau. De Harder ging het buitenlandse avontuur aan en werd na Gerrit Keizer (Engeland), Beb Bakhuijs, Gerrit Vreeken (beiden Frankrijk), Faas Wilkes, die het profbestaan ging opzoeken bij Inter Milaan in Italië, de vijfde Nederlandse voetballer die in het buitenland ging spelen. In augustus 1949 ging De Harder aan de slag in Bordeaux. In het eerste seizoen na promotie (1949-1950) werd de Franse club meteen landskampioen. De Harder, door de Fransen geschreven als Berthus de Harder, was de sterspeler geworden van Girondins de Bordeaux. Hij werd in zijn eerste seizoen topscorer met 21 doelpunten. De Fransen gaven hem meerdere bijnamen, zoals Le bon prince ('de goede prins'), Le Divin Chauve ('de goddelijke kale'), Le roi du terrain ('de koning van het veld') en Un diable frétillon ('Een beweeglijke duivel').
Na de watersnood van 1953 in Zeeland speelden de Nederlands profvoetballers in het buitenland een benefietwedstrijd tegen het Franse voetbalelftal. Op 12 maart 1953 werd deze watersnoodwedstrijd gespeeld in het Parc des Princes in Parijs. De Harder en Bram Appel scoorden beiden voor de Nederlanders. Een Frans doelpunt van Saunier zorgde voor de 2–1-overwinning voor de Nederlanders.
Op 34-jarige leeftijd na vijf seizoenen in Frankrijk keerde De Harder in de zomer van 1954 terug naar Den Haag alwaar hij een contract tekende voor de pas opgerichte profclub BVC Den Haag. Na de fusie tussen KNVB en NBVB speelde De Harder nog een volledig seizoen (1954/55) voor Holland Sport. Na vier wedstrijden in het daaropvolgende seizoen ging De Harder terug naar Bordeaux, dat er achter was gekomen dat hij aldaar nog onder contract stond. Holland Sport liet hem gaan mede, omdat de gloriejaren van De Harder wel voorbij waren. Desondanks nam De Harder pas twee jaar later, als aanvoerder van Bordeaux, definitief afscheid van het profvoetbal.

## Trainer
Vervolgens ging de Harder in 1957 bij de club Angoulême CFC spelen en werken als trainer. In het seizoen 1957/58 werd Angoulême kampioen van de Ligue 2. In 1960 vertrok De Harder naar Jarny en trainde achtereenvolgens FC Mulhouse, Saint-Louis, Biach en Jeumont met wisselend succes.
In september 1977 eerde de Franse voetbalbond Bertus de Harder met een zilveren medaille voor bewezen diensten voor het Franse voetbal.

## Carrièrestatistieken
| Seizoen         | Club                  | Land            | Competitie      | Competitie | Competitie | Beker | Beker | Internationaal | Internationaal | Overig | Overig | Totaal | Totaal |
| Seizoen         | Club                  | Land            | Competitie      | Wed.       | Dlp.       | Wed.  | Dlp.  | Wed.           | Dlp.           | Wed.   | Dlp.   | Wed.   | Dlp.   |
| --------------- | --------------------- | --------------- | --------------- | ---------- | ---------- | ----- | ----- | -------------- | -------------- | ------ | ------ | ------ | ------ |
| 1954/55         | Den Haag              | Nederland       | NBVB            | 9          | 3          | –     | –     | –              | –              | 0      | 0      | 9      | 3      |
| 1954/55         | Holland Sport         | Nederland       | Eerste klasse A | 26         | 15         | –     | –     | –              | –              | 0      | 0      | 26     | 15     |
| 1955/56         | SHS                   | Nederland       | Hoofdklasse B   | 4          | 0          | –     | –     | –              | –              | 0      | 0      | 4      | 0      |
| 1955/56         | Girondins de Bordeaux | Frankrijk       | Division 1      | –          | –          | –     | –     | –              | –              | 0      | 0      | –      | –      |
| 1956/57         | Girondins de Bordeaux | Frankrijk       | Division 2      | –          | –          | –     | –     | –              | –              | 0      | 0      | –      | –      |
| Carrière totaal | Carrière totaal       | Carrière totaal | Carrière totaal | –          | –          | –     | –     | –              | –              | –      | –      | –      | –      |

## Erelijst
- Topscorer Divisie West 2 (1938-1939)
- Kampioen Divisie West 2 met VUC (1943-1944)
- Landskampioen Ligue 1 met Bordeaux (1949-1950)
- Topscorer Bordeaux met 21 doelpunten (1949-1950)
- Verliezen finalist Coupe Latin met Bordeaux (1949-1950)
- Ereburger van de stad Bordeaux (1950)
- Topscorer Bordeaux met 25 doelpunten (1951-1952)
- Verliezend finalist Coupe de France met Bordeaux (1951-1952)
- Beste speler van de Franse competitie (1952-1953)
- Kampioen Ligue 2 met Angoulême als speler-coach (1957-1958)
- Geëerd door de Franse voetbalbond met een zilveren medaille voor bewezen diensten (september 1977)

## Publicaties
- Piet van der Eijk: Bertus de Harder. Het levensverhaal van de Goddelijke Kale. Amsterdam, Rap, 1994. ISBN 90-6005-438-5
- Leo Pagano: Vier pioniers van ons profvoetbal. [Over Kees Rijvers, Faas Wilkes, Arie de Vroet en Bertus de Harder]. Naarden, Arena, 1954

Wim Anderiesen · 
Dick Been · 
Bertus Caldenhove · 
Bertus de Harder ·
Puck van Heel · 
Adri van Male · 
Niek Michel ·
Bas Paauwe ·
René Pijpers ·
Henk Plenter · 
Kick Smit ·
Henk van Spaandonck ·
Frans van der Veen · 
Leen Vente · 
Mauk Weber · 
Frank Wels ·
Arie de Winter · 
Coach: Bob Glendenning

Reserves in Nederland: Piet de Boer · Daaf Drok ·  Frans Hogenbirk · Klaas Ooms · Piet Punt 